# Naim Süleymanoğlu
Naim Süleymanoğlu (bulgarisch Наим Сюлейманоглу Naim Sulejmanoglu; * 23. Januar 1967 in Ptitschar, Bulgarien, als Naim Sulejmanow [bulgarisch Наим Сулейманов]; † 17. November 2017 in Istanbul, Türkei) war ein bulgarisch-türkischer Gewichtheber.

## Leben und Karriere
Süleymanoğlu wurde 1967 als Angehöriger der türkischen Minderheit in Bulgarien unter dem Namen Naim Süleymanoğlu in dem Rhodopendorf Ptitschar, unweit von Kardschali, in der damaligen kommunistische Volksrepublik Bulgarien geboren. Er fing sehr früh mit dem Gewichtheben an, trainierte ab 1977 in Kardschali bei Enver Tolumow und ab 1979 im Sportgymnasium in Plowdiw. 1983 erzielte er seinen ersten Weltrekord. Im selben Jahr wurde Süleymanoğlu mit 16 Jahren der bis dato jüngste Gewichtheber-Weltmeister, als er im Bantamgewicht in der Teildisziplin Reißen die Goldmedaille holte. Darüber hinaus gelang es dem Ausnahmeathleten als zweitem Heber nach dem Bulgaren Stefan Topurow, das Dreifache des eigenen Körpergewichts zu stoßen. Diese Tatsache in Verbindung mit seiner geringen Körpergröße brachte ihm den Spitznamen „Taschen-Herkules“ (türkisch: Cep-Herkülü) ein, unter dem er noch heute in der Gewichtheberszene bekannt ist. 1985 und 1986 wurde er Weltmeister in den Kategorien 60 kg, 62 kg und 64 kg.
Im Zuge der von den Kommunistischen Machthabern durchgeführte Bulgarisierungskampagne in seinem Heimatland musste Süleymanoğlu seinen Namen auf Anweisung der Behörden in Naum Schalamanow (bulg. Наум Шаламанов) ändern. Unter diesem Namen startete er bei den Weltmeisterschaften im Gewichtheben 1986 in Sofia, wo er seine Titel Nummer fünf bis sieben gewann. Während der Gewichtheber-Weltmeisterschaft in Melbourne, Australien im selben Jahr, setze sich Naim mit Hilfe des türkischen Geheimdienstes und des türkischen Präsidenten Turgut Özal ab, nahm die türkische Staatsbürgerschaft an und änderte seinen Namen in Naim Süleymanoğlu. In der nachfolgenden Zeit versuchte der bulgarische Staat seine internationalen Auftritte zu verbieten, konnte sich jedoch gegen Zahlung eines großen Geldbetrages mit der Türkei einigen.
Für die Türkei gewann Süleymanoğlu jeweils im Federgewicht dreimal olympisches Gold: 1988 in Seoul, 1992 in Barcelona und 1996 in Atlanta. Nach dem erfolglosen Versuch, bei den Olympischen Sommerspielen 2000 in Sydney als erster Gewichtheber die vierte Goldmedaille in Folge zu gewinnen, beendete er seine sportliche Laufbahn und wandte sich der Politik zu. Er kandidierte bei der Kommunalwahl 2004 für Partei der Nationalistischen Bewegung (MHP) für ein Bürgermeisteramt in Büyükçekmece und 2007 für ein Abgeordnetenmandat; beide Male blieb er erfolglos. Er wurde mit dem Olympischen Orden ausgezeichnet und erhielt 1988, 1991, 1994 und 1996 den Sedat-Simavi-Preis für Sport.
Süleymanoğlu starb am 17. November 2017 in Istanbul nach einer Lebertransplantation.

## Verwandtschaft
Sein Bruder Muharrem (* 1969) nahm ebenfalls als Gewichtheber an den Olympischen Sommerspielen 1992 in Barcelona teil.